# Kangosjoki
Kangosjoki is een rivier die grotendeels stroomt in de Finse gemeente Muonio in de regio Lapland. De rivier verzorgt de afwatering van het Kangosjärvi, een meer dat water krijgt van talloze beken en riviertjes. De rivier mondt bij Muonionalusta uit in de Muoniorivier. Inclusief langste bronrivier is de Kangosjoki 30190 meter lang. Ze behoort tot het stroomgebied van de Torne.
Afwatering: Kangosjoki → Muonio → Torne → Botnische Golf
- Virtual International Authority File: 149325099